# Coney Hatch
Coney Hatch est un groupe canadien de hard rock, originaire de Toronto, en Ontario. Le groupe était composé du chanteur et guitariste Carl Dixon, du chanteur et bassiste Andy Curran, du guitariste Steve Shelski et du batteur Dave « Thumper » Ketchum. Le groupe est connu pour ses concerts puissants. En 2018, le groupe fait une tournée de huit concerts à travers le Canada, et a joué au festival H.E.A.T. en Allemagne avec Sean Kelly à la guitare solo.

## Histoire
Coney Hatch est formé en 1981 et commence à jouer et à développer des morceaux originaux. Le groupe tire son nom de l'asile psychiatrique de Colney Hatch (1851-1993) à Londres. Le premier album du groupe est produit par Kim Mitchell de Max Webster et sort en 1982. Ketchum quitte le groupe en 1983 et est remplacé par Barry Connors, ancien batteur du groupe Toronto.
En 1983, Coney Hatch fait la première partie d'Iron Maiden lors de quarante concerts de leur tournée World Piece Tour,. Le groupe se produit au Hollywood Palladium en 1985 avec Rough Cutt et Accept.
En avril 2008, Carl Dixon est très gravement blessé dans un accident de voiture en Australie, lui laissant un traumatisme crânien, des implants en titane et un œil de verre. Le 5 août 2010, le groupe original de Coney Hatch, y compris Carl Dixon, blessé, donne un concert de retrouvailles au Phoenix Concert Theatre de Toronto. Deux jours plus tard, ils jouent à Hamilton, en Ontario, au Festival of Friends. Ils étaient l'avant-dernier groupe sur la scène principale. Le dernier groupe de la soirée était Gord Downie.
Une autre date est programmée pour le festival Firefest à Nottingham, en Angleterre, le 23 octobre 2011. Coney Hatch se produit lors du week-end Rock n' Roar en août 2013 à Spanish, en Ontario. Coney Hatch se produit à nouveau au Firefest, à Nottingham, en octobre 2014. En 2018, Coney Hatch annonce une tournée de huit dates d'octobre à décembre, avec Sean Kelly à la guitare solo à la place de Steve Shelski. Coney Hatch fait une tournée dans des salles combles avec le British Lion de Steve Harris en Ontario et au Québec, puis reçoit des critiques favorables en jouant au H.E.A.T. Festival Ludwigburg, en Allemagne.

## Discographie

### Albums studio
- 1982 : Coney Hatch (sorti à l'international chez Mercury-PolyGram Records et Casablanca Records au Japon)
- 1983 : Outa Hand
- 1985 : Friction[5]
- 1992 : Best of Three
- 2013 : Four[14]

### Singles
- 1982 : Devil's Deck
- 1982 : Hey Operator (#19 Canada)
- 1982 : Monkey Bars
- 1983 : Don't Say Make Me
- 1983 : First Time For Everything (clip)
- 1983 : Shake It
- 1985 : Fantasy
- 1985 : Girl From Last Night's Dream
- 1985 : She's Gone
- 1985 : This Ain't Love